# Aurora (Oregon)
Aurora és una població dels Estats Units a l'estat d'Oregon. Segons el cens del 2000 tenia 655 habitants.

## Demografia
Segons el cens del 2000, Aurora tenia 655 habitants, 250 habitatges, i 186 famílies. La densitat de població era de 562 habitants per km².
Dels 250 habitatges en un 31,6% hi vivien nens de menys de 18 anys, en un 62,4% hi vivien parelles casades, en un 7,2% dones solteres, i en un 25,6% no eren unitats familiars. En el 19,6% dels habitatges hi vivien persones soles el 9,2% de les quals corresponia a persones de 65 anys o més que vivien soles. El nombre mitjà de persones vivint en cada habitatge era de 2,62 i el nombre mitjà de persones que vivien en cada família era de 3,01.
Per edats la població es repartia de la següent manera: un 24,4% tenia menys de 18 anys, un 7% entre 18 i 24, un 27,8% entre 25 i 44, un 27,6% de 45 a 60 i un 13,1% 65 anys o més.
L'edat mediana era de 41 anys. Per cada 100 dones de 18 o més anys hi havia 98 homes.
La renda mediana per habitatge era de 55.938$ i la renda mediana per família de 65.556$. Els homes tenien una renda mediana de 45.938$ mentre que les dones 29.444$. La renda per capita de la població era de 24.839$. Cap de les famílies i l'1,6% de la població estaven per davall del llindar de pobresa.

## Poblacions més properes
El següent diagrama mostra les poblacions més properes.